# Чифут кале
Чифут кале (на украински: Чуфут-Кале; на кримскотатарски: Çufut Qale, Чуфут Къале) е средновековен град на полуостров Крим, намиращ се в Бахчисарайския район, на 2,5 км източно от Бахчисарай.
Името на крепостта се превежда от кримскотатарски като „еврейска крепост“ (çufut – евреин, qale – крепост). По принцип името на крепостта не се свързва с типичните евреи, а с една еврейска секта обитавала това място – караимите.
Градът е основан вероятно през V – VI век като укрепено селище на границата на византийските владения в Крим. Много е вероятно в онова време тази крепост да се е наричала Фула. Населението на града през онзи първи период се е състояло главно от алани.
През 1299 г. крепостта под името Кърк-Ер е превзета с щурм и разграбена от ордата на Ногай. През XIII – XIV век градът е регионален център на неголямо васално княжество към кримската юрта на Златната орда. През XIV век градът е заселен от караими, което положение се запазва по времето на Кримското ханство..
Кърк-Ер е бил резиденция на първия хан на независим Крим Хаджи I Герай. След присъединяването на Крим към Руската империя ограниченията за пребиваването на караитите тук са премахнати и те започват да напускат крепостта и да се преселват в други градове в Крим. До края на XIX век Чифут кале е напълно изоставено от жителите си. В крепостта остава само едно семейство като неин пазител.
В Чифут кале се е намирал монетния двор, където са били сечени монетите на Крим. През XVIII век тук живее известният учен, караит по произход, Авраам Самуилович Фиркович (1786 – 1874).

## Фотогалерия
- Пещери
- Пещери
- Мавзолей на Джанке ханъм, дъщеря на Тохтамъш
- Мавзолей 
(фотография от 1968 г.)
- Караимска кенаса 
XVI век
- Караимска кенаса 
XVIII век
- Вратата Орта-Капия 
(фотография от 1968 г.)
- Погребална камера